# Крепостное городище (Азов)
Крепостное городище, также Паниардис (Πανιαρδίς) — археологический объект, который располагается в самом центре современной территории города Азова Ростовской области.
Относится к меотским поселениям, располагавшимся в дельте Дона в I—III веке нашей эры.

## История
Возникновение Крепостного городища датируется I веком до нашей эры — I веком нашей эры. Его основали меоты, которые переселились с Прикубанья. Создание городищ в дельте Дона в то время происходило в связи с политикой царя Аспурга, который таким образом стремился к укреплению границ Боспорского царства и улучшения обороны, в системе которой были сделаны существенные нарушения. Благодаря проводимым исследованиям, ученые сделали вывод о том, что продукты земледелия были одними из ключевых в рационе жителей Паниардиса, среди ремесел было распространено ткачество и прядение. Городище существовало вплоть до середины II века нашей эры. В XVIII—XIX веке проводились первые исследования, цель которых — поиск территории Танаиса.
В 1800 году путешественник Эдвард Кларк посетил Азов, описывая свои находки и исследования в путевых заметках. Он заметил, что на территории Азова сохранилась глиняная посуда, подобна той, которую использовали греки. Эта находка предположительно считается исследователями открытием Крепостного городища.
С 1923 по 1929 год археологические исследования на многих территориях проводились Северо-Кавказской экспедицией Государственной Академии истории материальной культуры, ими руководил А. А. Миллер. Некоторый период исследований проводились на территории Азова, но со временем находки потерялись.
Раскопки проводились в 1956—1962 годах сотрудниками Азовского музея. Ими была определена территория памятника археологии. В 1956 и 1958 году для раскопок Крепостного городища была организована Нижне-Донская экспедиция. Ею руководил Д. Б. Шелов. В результате раскопок было найдено минимальное количество артефактов. В 1972 году были организованы масштабные раскопки под руководством А. А. Горбенко. Из-за проведения строительных работ и создания городских построек на территории Азова, большая территория археологического памятника была уничтожена. Во время них же обнаружены следы некрополя. В нем найдены предметы керамики, украшения, орудия труда, разнообразное оружие. Исследования территории продолжают проводиться в XXI веке. С 2006 по 2008 год исследователями была обнаружена керамика и жилищные комплексы. Также на территории Крепостного городища обнаружили оборонительные рвы. Первый ров был значительно уничтожен из-за средневековых хозяйственных ям, частично его территория была застроена городскими сооружениями. Но та часть рва, которую можно было исследовать, позволила обнаружить красноглиняные и светлоглиняные амфоры, гончарные сосуды, изготавливаемые из серой глины с примесью кварцевого песка. Найдена керамика, на которой присутствуют украшения в виде головы барана. Во втором рве найдена лепная и сероглиняная посуда. Предметы, которые были найдены в двух оборонительных рвах, стали свидетельством такой оборонительной системы поселений, которые располагались в округе Танаиса. В некрополе были найдены: деревянный сосуд, бронзовая посуда, краснолаковый лекифообразный кувшинчик, краснолаковый флакон, ваза чашеобразной формы на подставке-ножке и чаша редкой формы. У чаши бортик скошен наружу, на ее дне сохранилось клеймо. Состав глины, используемый для изготовления чаши, дает основания полагать, что ее сделали итальянские мастера.

## Описание
Территория городища частично находится там, где была построена крепость, датированная VIII веком. Из-за этого археологический объект и получил название Крепостного городища.
На территории Крепостного городища было найдено свыше 300 погребений, оборонительные рвы, ритуальные площадки круглой формы, на которых сохранились части амфор и кости животных. Площадки выступали святилищами. Среди артефактов можно выделить такие предметы, как расписной кувшин, ткань из льна и хлопка, также была обнаружена металлическая фибула.